# Спектрогеліоскоп

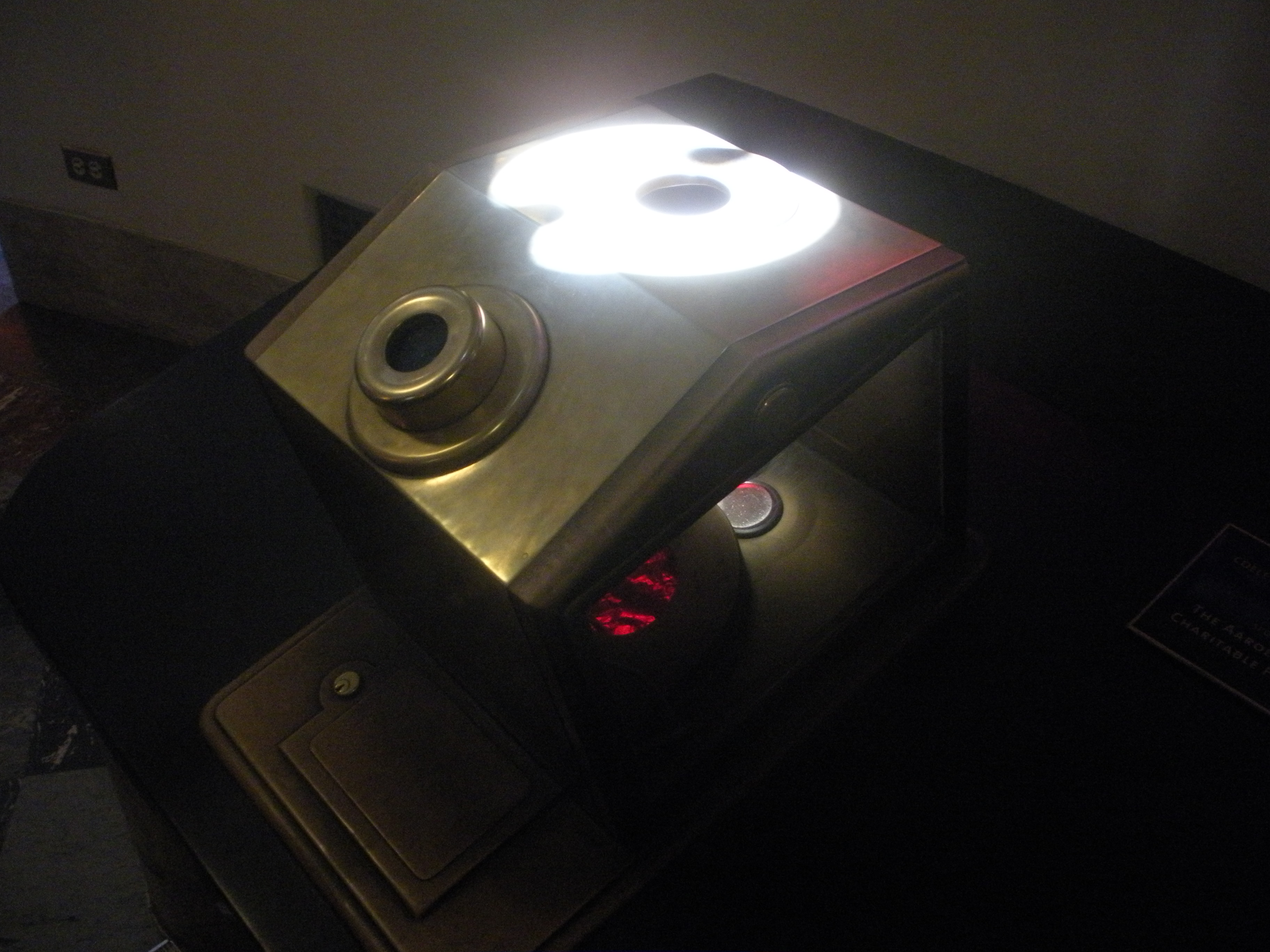
Спектрогеліоскоп в обсерваторії Гріффіта, налаштований на лінію H-альфа

Схема типового спектрогеліоскопа. Дві щілини швидко рухаються, дозволяючи побачити частину Сонця в монохроматичному світлі. Можливі багато варіацій: колімацію можна виконати за допомогою увігнутих дзеркал, дисперсію можна забезпечити скляними призмами, а сканування можна здійснити за допомогою фіксованих щілин та обертових квадратних призм. Оскільки спектрогеліоскопи великі (зазвичай понад 3 метри завдовжки) та тендітні, їх зазвичай стаціонарно встановлюють з рухомими дзеркалами для відстеження руху Сонця.

Спектрогеліоскоп — тип сонячного телескопа, розроблений Джорджем Еллері Гейлом у 1924 році для спостереження за Сонцем у вибраному діапазоні довжин хвиль. Назва походить від латинських та грецьких слів: «спектр», «геліо» — Сонце, та «скоп» (як у телескопі).
Спектрогеліоскоп використовує спектроскоп для сканування поверхні Сонця. Зображення з об'єктива фокусується на вузькій щілині, що показує лише тонку частину поверхні Сонця. Потім світло проходить через призму або дифракційну ґратку, розкладаючись у спектр. Потім спектр фокусується на іншій щілині, яка пропускає лише вузьку частину спектра (конкретну довжину хвилі для спостереження). Світло фокусується на окулярі, утворюючи вузьку смужку зображення Сонця. Щілини рухаються синхронно, скануючи всю поверхню Сонця, забезпечуючи повне зображення. Замість рухомих щілин можна використовувати рухомі дзеркала, забезпечуючи таке саме сканування: перше дзеркало вибирає зріз Сонця, друге — потрібну довжину хвилі.
Спектрогеліограф — це подібний пристрій, який фотографує Сонце на певній довжині хвилі. Спектрогеліографи досі використовують у професійних обсерваторіях.